# Kasteel Montalembert
Het Kasteel Montalembert (Frans: Château Montalembert) is een kasteel in de Franse gemeente Maîche. Het kasteel is een beschermd historisch monument sinds 1950.